# Ivan Jazbinšek
Ivan Jazbinšek (9 d'abril de 1914 - 28 de juny de 1996) fou un futbolista croat de la dècada de 1940 d'origen eslovè.
Fou 7 cops internacional amb la selecció iugoslava i 18 cops amb Croàcia. Pel que fa a clubs, defensà els colors de BSK Beograd, HŠK Građanski Zagreb, Metalac Zagreb i Dinamo Zagreb.
Posteriorment fou entrenador a clubs com NK Zagreb, Dinamo o Toronto Croatia de la Canadian National Soccer League.